# Брахт, Ойген
Ойген Феликс Проспер Брахт (нем. Eugen Felix Prosper Bracht; 3 июня 1842, Морж, ныне часть Лозанны, Швейцария — 15 ноября 1921, Дармштадт, Веймарская республика) — немецко-швейцарский художник, мастер пейзажной и исторической живописи, профессор.

## Жизнь и творчество
Родился в семье известного юриста и администратора Проспера Брахта. В возрасте 8 лет будущий художник вместе со своей семьёй переехал в Дармштадт. В 1850—1859 годах обучался в частной школе, а затем в высшей школе прикладного искусства Дармштадта. Был учеником художников Франца Бакофена, а затем у Фридриха Фриша, Карла Людвига Зегера и Августа Лукаса. С 1859 года — студент Академии изящных искусств Карлсруэ. Лето 1860 года Брахт провёл, вместе с двумя другими молодыми художниками, Эмилем Луго и Гансом Тома, в Шварцвальде на этюдах. В 1861 году Брахт переезжает в Дюссельдорф и работает в мастерской норвежского живописца Ханса Фредрика Гуде. Как «свободный художник» он вступает в дюссельдорфский творческий союз Malkasten «Палитра художника» и находился под влиянием пейзажиста Освальда Ахенбаха, преподававшего в дюссельдорфской Академии.
Не удовлетворённый своими достижениями в художественном мастерстве, Брахт в 1864 году решает сменить профессию, перебирается в Бельгию, в Вервье, и проходит там обучение на торговца шерстью. В 1870 году он приезжает в Берлин и работает торговцем шерстью в одной из местных фирм. Вскоре Брахт отошёл от торговли, занимается фотографией, изучает раннюю и древнюю историю человечества. В 1876 году художник покидает Берлин и приезжает в Карлсруэ, где работает его учитель Гуде. Здесь Брахт пишет полотно «Дюны» о природе Балтийского побережья, ставшим его первым крупным успехом. В 1880—1881 годах Брахт, вместе с другими двумя живописцами, Карлом Ковеном Ширмом и Адольфом фон Меккелем совершает длительную учебную поездки по странам Ближнего Востока — Сирии, Палестине и Египту. В результате художник создаёт серию картин в стиле ориентализма, наиболее известные из них — приобретённые Кайзером и хранящиеся в берлинской Национальной галерее — «Вечерние сумерки на Мёртвом море» (Die Abenddämmerung am Toten Meer) и «Синай» (Der Sinai).
В 1882 году Ойген Брахт становится доцентом пейзажной живописи в Прусской академии искусств в Берлине, а двумя годами позже — профессором этой академии. В 1883 году Брахт, совместно со своим другом и коллегой Антоном фон Вернером, создаёт одно из наиболее известных своих произведений: художественную панораму «„Битва при Седане“». Среди гостей, посетивших выставленную работу, были кайзер Вильгельм и фельдмаршал Мольтке. Вскоре после этого кайзер приобретает у Брахта полотно «Берег забвения», а российский имперетор — картину «Берёзовая роща в Маркланде». Для нового здания Рейхстага Брахт пишет картину «Мыс Аркона».
Другим серьёзным увлечением Брахта стала палеонтология. В 1883 году он проводит изыскания в пещере Бухенлох в горах Эйфеля. В 1912 году, в год основания он становится членом прусского Палеонтологического общества. Собрав богатую коллекцию орудий эпохи мезолита и неолита, художник передаёт её в 1913 году университету в Грейфсвальде.
Как художник, не желая рвать отношения со сторонниками традиционной, академической живописи, Брахт в то же время тематически и творчески был ближе к модернистским течениям в современном ему искусстве. Одному из своих учеников, Максу Уту, профессор посоветовал принять участие в основании зарождавшегося движения «Берлинский сецессион». В 1892 году Брахт окончательно порвал с традиционалистами. После того, как его друг Антон фон Вернер распорядился закрыть раньше срока выставку работ Эдварда Мунка, Брахт был в числе 70 художников, протестовавших против такого решения. Изменение творческой позиции в сторону импрессионизма Ойгена Брахта вызвало реакцию даже у германского императора Вильгельма, пожелавшего в будущем «только приличные картины» художника. В 1901 году Брахт покидает Берлин и переезжает в Дрезден, где становится руководителем художественной мастерской пейзажной живописи в местой академии искусств. Однако сам Брахт по-прежнему причисляется к представителям берлинского «авангарда». В 1902 году он участвует в прогрессивной экспозиции «Силуэты берлинских художников» («Berliner Künstler-Silhouetten»). Работая в Дрездене, мастер много пишет пейзажи Саксонии, посещает «на этюды» остров Зильт и горы Эйфеля, где бывал и раньше. Участник многочисленных художественных выставок как в Германии, так и за её пределами.
В 1919 году художник оставляет преподавание и уходит на пенсию, поселившись в Дармштадте, где тогда жила его семья. В Дармштадте Брахт был также членом жюри местной колонии художников. Здесь, наряду с Дрезденом, в 1912 году прошла его юбилейная выставка работ.
В 1912 году был награждён Большой золотой медалью «За заслуги в области искусства» великого герцогства Гессен. Его имя носят названия улицы в Дрездене, Дармштадте, Гейзенхейме и др. Выставки работ Ойгена Брахта проходили неоднократно в период с 1906 по 2016 год в Берлине, Франкфурте-на-Майне, Дрездене, Лейпциге, Гамбурге, Дармштадте и др.

## Семья
Ойген Брахт был женат на Марии Дойрер, дочери придворного художника Людвига Дойрера. Она принимала горячее участие в занятиях мужа. Именно Мария побудила его вернуться к живописи после нескольких лет разочарованности в своём призвании. После её смерти, Ойген женится в 1895 году вторично на Антонии Беккер, дочери дармштадтского министра Эрнста Беккера и подруге гессен-дармштадтской принцессы Аликс, впоследствии Александра Фёдоровна (жена Николая II). В этом браке у них родились сыновья Александр (1896—1916, погиб во время Первой мировой войны), Вальдемар (1898—1941, погиб во время Второй мировой войны) и дочь Герда (1911—1981).

## Галерея
- Sieben Steinhäuser[5], 1875
- Пустошь, 1884
- Остановка в Сирийской пустыне, 1883
- Берег забвения, 1889 (одно из наиболее известных полотен немецкого символизма)
- Сталелитейный завод Хёш, Дортмунд, 1907